# Dolichopeza johnsonella
Dolichopeza johnsonella är en tvåvingeart som först beskrevs av Alexander 1931.  Dolichopeza johnsonella ingår i släktet Dolichopeza och familjen storharkrankar. Inga underarter finns listade i Catalogue of Life.